# خمن من سيأتي للعشاء (فلم)
خمن من سيأتي للعشاء (بالإنجليزية: Guess Who's Coming to Dinner) فيلم درامي رومانسي أمريكي أنتج عام 1967. الفيلم من بطولة كاثرين هيبورن وسبنسر تراسي وسيدني بواتييه وكاثرين هوتون. وهو من إنتاج وإخراج ستانلي كريمر وكتابة الكاتب وليام روز. يعد الفيلم في حينه نقطة تحول جذرية في تاريخ صناعة السينما الأمريكية، بحيث يتناول موضوع علاقة حب ورغبة بالاقتران بين فتاة بيضاء كاثرين هوتون تقوم بدور ابنة أخ كاثرين هيبورن، وعلاقتها بالطبيب (الأفروأمريكي) الذي يقوم بدوره سيدني بواتييه. هذا الأمر اعتبر في تلك الفترة كسر للأعراف والتقاليد العنصرية ذلك أن الزواج المختلط بين الأعراق كان ممنوعا في أغلب أنحاء الولايات المتحدة، وتحديدا في 12 يونيو 1967 يوم ظهور الفيلم كانت 17 ولاية جنوبية ما زالت تمنع مثل هذا الزواج قانونا وبصورة رسمية. واستمر الحال حتى أوقفت المحكمة العليا هذه القوانين في قضية«لوفينغ ضد فيرجينيا» (بالإنجليزية: Loving v. Virginia) 
ترشيح فيلم «خمن من سيأتي للعشاء» لجائزة الأوسكار لأفضل موسيقى تصويرية كان بفضل فرانك ديفول. وقد حصل أيضا عام 1999 على الترتيب 99 لأفضل أفلام السينما الأمريكية على الإطلاق عبر 100 عام وذلك ضمن فعاليات يقوم بها معهد الفيلم الأمريكي.

## وصلات خارجية
- مقالات تستعمل روابط فنية بلا صلة مع ويكي بيانات
- سيدني بواتييه يتحدث حول أن يصبح أحد أبنائه رئيسا على يوتيوب